# Intratief
De intratief is een naamval waarvan de betekenis in grote lijnen "te midden van" is. Voor zover bekend komt de intratief alleen in het Limbu voor, in combinatie met het achtervoegsel -ʔō van de locatief. Deze twee gebonden morfemen vormen gezamenlijk het morfeem -lummō:
| anchi-lum-ʔō                                  | mi   | nɛ̄             |
| wij*-ITRT-LOC                                 | vuur | gevestigd zijn |
| "Er bevindt zich een vuur tussen ons tweeën." |      |                |
* anchi is de eerste persoon dualis met inbegrip van de toegesprokene. "We" betekent hier dus hetzelfde als "jij en ik".